# IBM Danmark
IBM Danmark ApS er en dansk teknologi- og konsulentvirksomhed, der leverer IT-serviceydelser og sælger hardware- og softwareprodukter, der hovedsageligt er udviklet i IBM's forsknings- og udviklingslaboratorier. Selskabet er et datterselskab til IBM. Virksomhedens kunder spænder lige fra store selskaber til mindre og mellemstore virksomheder samt organisationer i både den offentlige og den private sektor. IBM Danmark har hovedkontor i Brøndby og har derudover kontorer på fem lokationer: Holte, Ballerup, Odense, Aalborg samt Aarhus. Virksomhedens administrerende direktør siden 2015 er Henrik Bodskov.

## Historie
IBM Danmark åbnede i København i 1950 og overtog hulkorttrykkeri, agentur og servicebureau fra Max Bodenhoff, der indtil da havde været IBM’s agent i Danmark. I løbet af 50’erne åbnede IBM kontorer og servicebureauer i Aalborg, Århus, Odense og Silkeborg. IBM sad i 1950’erne på ca. 80% af hulkortsystemmarkedet og var næsten eneleverandør til stat og kommuner. I 1962 blev de første IBM 1410 systemer installeret i Danmark. De blev købt af Dansk Folkeforsikring og Handelsbanken og blev betragtet som Danmarks første computere. Titlen som Danmarks første computer begrundes med, at 1410 som den første kunne multiplicere og dividere direkte. Den blev dog næsten omgående overgået af IBM 7070, som blev købt af Datacentralen.
I marts 1964 lancerede IBM Europas første flybooking system SASCO, som blev anvendt af SAS til blandt andet pladsreservation samt vægt- og balancekontrol. Samme år benyttede Berlingske Tidende en IBM 1620 til at beregne valgresultater, efterhånden som de bliver ringet ind fra stemmelokalerne rundt omkring i Danmark. Et par år efter, i 1966, kom IBM 360/30 på markedet og blev solgt til, blandt andre, Tuborgs Bryggerier, Datacentralen og Frederiksberg Kommune. I slutningen af 1960erne udviklede Datacentralen, med hjælp fra IBM, først CPR-registret og efter det skattefrie år i 1969 indførtes kildeskatten. Fire år senere, i 1973, introducerede IBM et bankterminalsystem (IBM 3600) som snart derefter blev benyttet af et stort antal danske banker.
IBM Danmark har i tidens løb også oplevet betragtelig modstand, når nye systemer skulle integreres. Eksempelvis strejkede BT's typografer i 1977 fordi de mente, at et IBM system (1130) truede med at overtage deres arbejde i ombrydningen. Strejken varede 143 dage.
I 1983 gik IBM Danmark ind på skolemarkedet med en massiv marketingindsats og en gruppe nye medarbejdere. Dette skete i umiddelbar forlængelse af, at IBM i 1981 lancerede sin første PC, kaldet IBM PC: en computer med en processerhastighed på 4.77 MHz og en hukommelse på 16-640 KB. Én IBM PC med grøn skrift på sort skærm kostede det på tidspunkt 35.000 kr. I samme periode udviklede IBM dankortet som blev introduceret i 1984 og drevet som et samarbejde mellem IBM og Pengeinstitutternes Betalingsservice, PBS. I starten af 1990erne gennemgik IBM Danmark en større organisationsudvikling. I denne periode bliver Frank G. Peterson præsident for IBM Nordic, mens Henrik E. Nyegaard bliver administrerende direktør for IBM Danmark.
I efteråret 2004 foretog IBM Danmark en massiv investering, da virksomheden købte Mærsk Data og ejerandelen i DMdata. Mærsk Data havde på daværende tidspunkt 2.300 ansatte. Ejerandelen i DMdata, som lå på 45 %, købte IBM af Danske Bank. DMdata var indtil da ejet af Mærsk Data sammen med Danske Bank og WM-data.
I 2019 havde IBM Danmark i gennemsnit 1.708 medarbejdere.

## Tidslinje
1950 - IBM Danmark åbner med kontor i København
1962 - De første IBM 1410 systemer bliver installeret i Danmark
1964 - Europas første flybookingsystem, SASCO, lanceres
1964 - En IBM 1620 benyttes af Berlingske Tidende til at udregne valgresultater
1966 - IBM 360/30 kommer på markedet og købes af blandt andre Tuborgs Bryggerier og Datacentralen
1973 - Bankterminalsystemet IBM 3060 bliver introduceret
1981 - Virksomhedens første PC, kaldet IBM PC, kommer på markedet
1983 - IBM Danmark går ind på det danske skolemarked
1984 - Dankortet introduceres og drives i samarbejde med PBS
1990erne - En omfattende organisationsudvikling finder sted i virksomheden
2004 - Mærsk Data og ejerandelen i DMdata overtages af IBM Danmark